# Teologie osvobození

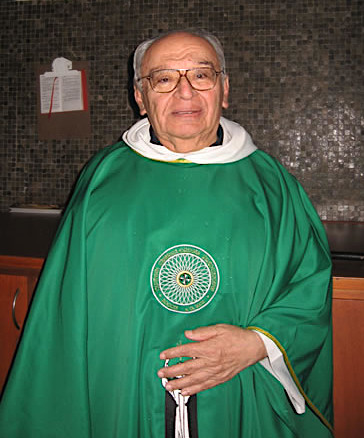
Gustavo Gutiérrez, jehož kniha dala teologii osvobození jméno

Teologie osvobození (V Portugalštině: Teologia da Libertação, ve Španělštině: Teología de la Liberación) je první komplexní teologické hnutí v rámci křesťanských církví, které reaguje na neutěšené poměry tzv. třetího světa a snaží se je vyřešit skrze křesťanské náboženství, často i revolučně. Hnutí vzniklo v 60. letech 20. století v Latinské Americe. Předmětem největší kritiky ze strany katolické církve bylo především propojení teologie osvobození a marxismu. Kardinál Joseph Ratzinger sepsal v roce 1984 Instrukci Kongregace pro nauku víry, kde toto oficiálně kritizoval.

## Historie, vznik
Přestože náznaky teologie osvobození můžeme pozorovat na počátku 60. let 20. století, za vznik hnutí můžeme považovat Medelínskou konferenci biskupů v roce 1968, která vydala „Základní dokument“, který formuloval podstatu teologie osvobození. Klíčovou postavou se stal Gustavo Gutiérrez, který v roce 1972 vydal knihu „Teologie osvobození“.
K formulovaní teologie osvobození vedl především vývoj zemí v Latinské Americe po druhé světové válce. V těchto zemích byla katolická církev pevně zakořeněna již z dob španělské a portugalské kolonizace, přesto zde však po druhé světové válce přetrvávala extrémní chudoba. V zemích Jižní Ameriky převládá zahraniční kapitál, který vytváří monopoly s obrovskou koncentrací bohatství do rukou několika málo vlastníků firem nebo pozemků. Vládní podpora těchto často severoamerických konglomerátů vedla k sociálnímu napětí a radikalizaci obyvatelstva. Na konci 50. let 20. století a v průběhu 60. let tak vzniká celá řada guerillových revolučních hnutí od Kuby přes Kolumbii, Nikaraguu až po Chile. Většina těchto hnutí byla inspirována levicovou rétorikou marxismu, komunismu a socialismu. Mezi těmito odpůrci režimů však byli stále častěji také upřímně věřící křesťané.
Kněží a biskupové, studenti a další mladí lidé se především v Brazílii připojili ke Katolické akci, která se na přelomu 50. a 60. let snažila zajistit sociální stabilitu pro katolické věřící. Následoval 2. vatikánský koncil, který otevřel možnosti nové pastorační a biblické praxe. Na 2. vatikánský koncil navázala Medelínská konference biskupů (CELAM II) v roce 1968 v Kolumbii, která chtěla koncilní myšlenky využít pro Latinskou Ameriku. Vzniklo tak hnutí, které vytvářelo „církev odspodu“, soustředilo se na chudé vrstvy obyvatel. Mnoho biskupů v 60. letech upozorňovalo na katastrofální životní podmínky obyvatel – vysoká novorozenecká úmrtnost, nízké platy, nedostatek potravin. Biskupové potřebovali reagovat na tuto situaci mezi lidmi a kritizovali odtrženost církve od reality.

### Hlavní zakladatelé

#### Gustavo Gutiérrez(1928, Lima, Peru – 22. října 2024)
Gustavo Gutiérrez bývá označován za otce teologie osvobození. Je autorem jedné ze klíčových knih hnutí s názvem „Teologie osvobození“ (1972), která shrnuje jeho předchozí myšlenky a vystoupení.

#### Leonardo Boff(1938, Concordia, Brazílie)
Leonardo Boff studoval teologii v Německu i v Brazílii, byl prvním latinskoamerickým teologem, který zpracoval christologii z pohledu sociální kritiky. V roce 1992 se vzdal svého kněžského statusu.

#### Helder Camara(1909 – 1999)
Helder Camara byl politicky aktivním knězem, byl pronásledován vojenským režimem v Brazílii. V letech 1964–1985 byl arcibiskupem na severovýchodě Brazílie.

#### Enrique Dussel(1934, Mendoza, Argentina)
Studoval teologii ve Francii a v Mexiku, žije v Mexico City, je profesorem etiky, historie a teologie. Je jedním ze zakladatelů Filozofie osvobození, která kritizuje sktruktury kolonialismu, globalizace a rasismu.

## Teologie
Metoda teologie osvobození se dá stručně shrnout do tří slov „vidět – vyhodnotit – jednat“ (see – judge – act). Křesťané si nejprve všímají chudoby kolem sebe, popisují situaci a ptají se, co vedlo k současné situaci – nespravedlnost (vidět). Následně se obracejí ke své víře, k Bibli. Boží slovo je tak aplikováno na současnou situaci a společenství hledá cesty, jak se Písmo vztahuje k realitě. Tento proces kontextualizace provádělo společenství jako celek, ne teolog nebo kněz (vyhodnotit). Nakonec je nutné přistoupit k činu na základě porozumění Bibli (jednat). Jedná se tedy o metodu, která nezačíná exegezí biblického textu a následnou aplikací na realitu, ale prvním krokem jsou fakta a popis skutečnosti.
Teologická východiska jsou založena na přístupu k biblickému studiu z pohledu utlačovaných. Tváří v tvář dlouhému boji proti sociální nespravedlnosti se dostává pozornosti Božímu království v Novém zákoně s důrazem na práci Krista a jeho identifikaci s chudými a utlačovanými. Nemůžeme to však považovat za jediný důraz. Teologové teologie osvobození zpracovali také christologii (důraz na historického Ježíše) a eklesiologii (především kritika klerikalismu).
Teologie osvobození má tři hlavní témata, kterým se věnuje – nová definice křesťanské praxe, nové pojetí dějin a nové chápání Písma.
Nová definice křesťanské praxe spočívá v tom, že pojem „chudý“ není jen pojmem, který označuje člověka bez majetku, ale odkazuje na existenci společenských tříd a bojů. Úkolem křesťanů je pak být na straně chudých, a tím se stát účastníkem třídního boje. Cílem tak nejsou jen činy milosrdenství, ale vytvoření nového společenského pořádku.
Nové porozumění dějinám navazuje na třídní rozdělení společnosti a pohledu na církev jako součást tohoto rozdělení. Dochází tak k radikálně jinému pohledu na misijní úsilí evropských církví, kdy jsou církve vnímány jako součást evropské imperiální expanze. Míguez Bonino toto napětí nazývá „krizí svědomí“.
Nové chápání Písma se zaměřuje na porozumění Ježíšově osobě na základě evangelií – úmyslně vynechává katolickou tradici a dogmata. Klade důraz na historického Ježíše a na politický a společenský význam jeho oběti jako důsledku jeho způsobu života a utrpení pro spravedlivou věc. Druhým důrazem nového chápání Písma je eklesiologie, které se věnoval především Leonardo Boff. Kritizuje hierarchické uspořádání církve a klerikalismus a zaměřuje se na malé, zdola organizované komunity, kde mohou věřící aplikovat výše zmíněné teologické postupy ve svých životech.

## Politické propojení
Teologie osvobození je úzce propojena s politickým vývojem v Latinské Americe po druhé světové válce. Teologové tohoto hnutí se ztotožňovali s bojem za politické a sociální osvobození podle marxistické analýzy dějin a společnosti a třídním bojem. Gutiérrez a další kritizují kapitalismus a jako cíl teologie osvobození označovali nejen „…lepší životní podmínky, ale nový způsob lidství a permanentní kulturní revoluci“.

## Reakce katolické církve
Předmětem největší kritiky ze strany katolické církve bylo především propojení teologie osvobození a marxismu. Kardinál Joseph Ratzinger sepsal v roce 1984 Instrukci Kongregace pro nauku víry, kde toto oficiálně kritizoval. Gutiérrez na to reagoval mimo jiné tak, že se distancoval od marxistické antropologie a ateismu.
V roce 1986 vydala Kongregace pro nauku víry novou Instrukci křesťanské svobody a osvobození, kde uznala několik forem teologie osvobození s důrazem na soucit s chudými.
Postupem času se ukazuje, že i v rámci teologie osvobození existují různé směry, které nejsou zcela jednotné především v pohledu na roli marxismu v tomto hnutí. Samuel Escobar rozpoznává tři různé směry teologie osvobození – pastorační směr Gutiérreze, akademické důrazy Assmanna a Segunda a populistický styl, který využívá rétoriku teologie osvobození, ale zůstává konzervativně katolický.

## Teologie osvobození ve světě
Různé obměny a varianty teologie osvobození našly své místo na mnoha různých místech ve světě. Mezi nezávislé větve, které neměly s latinskoamerickým hnutím zpočátku žádný kontakt, můžeme zařadit Černou (černošskou) teologii, která vyrostla ve Spojených státech amerických především v 60. a 70. letech 20. století jako reakce na rasový útlak. Vznikla však z protestantských kořenů a například k marxismu nikdy neměla blízko.
Další odnoží je tzv. Minjung teologie (minjung=lidé). Jedná se o Teologii osvobození v Jižní Koreji, která vznikla v 70. letech 20. století jako reakce na politický a ekonomický útlak.
Po vzniku Ekumenické asociace teologů třetího světa v roce 1976 došlo k rozšíření těchto hnutí do celého světa. Nešlo o přímé rozšíření hnutí z Latinské Ameriky, ale o inspiraci a posun do místních kontextů. V Africe je významná Jihoafrická černá teologie (boj proti rasismu v Jihoafrické republice), Africká teologie osvobození nebo Africká ženská teologie. V Asii působí kromě Minjung také filipínská teologie útlaku nebo indická dalitská teologie, která bojuje proti kastovnímu systému.